# (36061) Haldane
(36061) Haldane (1999 RJ44) – planetoida z pasa głównego asteroid okrążająca Słońce w ciągu 5 lat i 316 dni w średniej odległości 3,25 j.a. Została odkryta 11 września 1999 roku.